# روبرت دبليو. فيلد
روبرت دبليو. فيلد (بالإنجليزية: Robert W. Field) هو كيميائي أمريكي، ولد في 13 يونيو 1944 في ويلمنغتون في الولايات المتحدة.

## وصلات خارجية
- الموقع الرسمي